# Abdullah Al-Dosari
Abdullah Al-Dosari (ur. 1 listopada 1969 roku) – saudyjski piłkarz występujący na pozycji obrońcy. 

## Kariera klubowa
Abdullah Al-Dosari podczas kariery piłkarskiej występował w klubie Al-Ettifaq.

## Kariera reprezentacyjna
Abdullah Al-Dosari występował w reprezentacji Arabii Saudyjskiej w latach 1988–2001.
W 1988 roku uczestniczył w turnieju o Puchar Azji, który Arabia Saudyjska wygrała.
W 1989 roku uczestniczył w eliminacjach Mistrzostw Świata 1990. W 1992 uczestniczył w Pucharze Konfederacji oraz Pucharze Azji. Na obu tych turniejach Arabia Saudyjska zajmowała drugie miejsce.
W 1993 roku uczestniczył w zakończonych sukcesem eliminacjach Mistrzostw Świata 1994. Rok później pojechał na finały MŚ do USA. Turnieju finałowym wystąpił w dwóch meczach grupowych z reprezentacją Belgii i reprezentacją Holandii.
W 1996 roku uczestniczył w turnieju o Puchar Azji, który Arabia Saudyjska wygrała.
W 1997 roku uczestniczył w zakończonych sukcesem eliminacjach Mistrzostw Świata 1998. Na finały nie został jednak powołany przez selekcjonera Carlosa Alberto Parreirę.